# Universidade Estadual Paulista em Botucatu

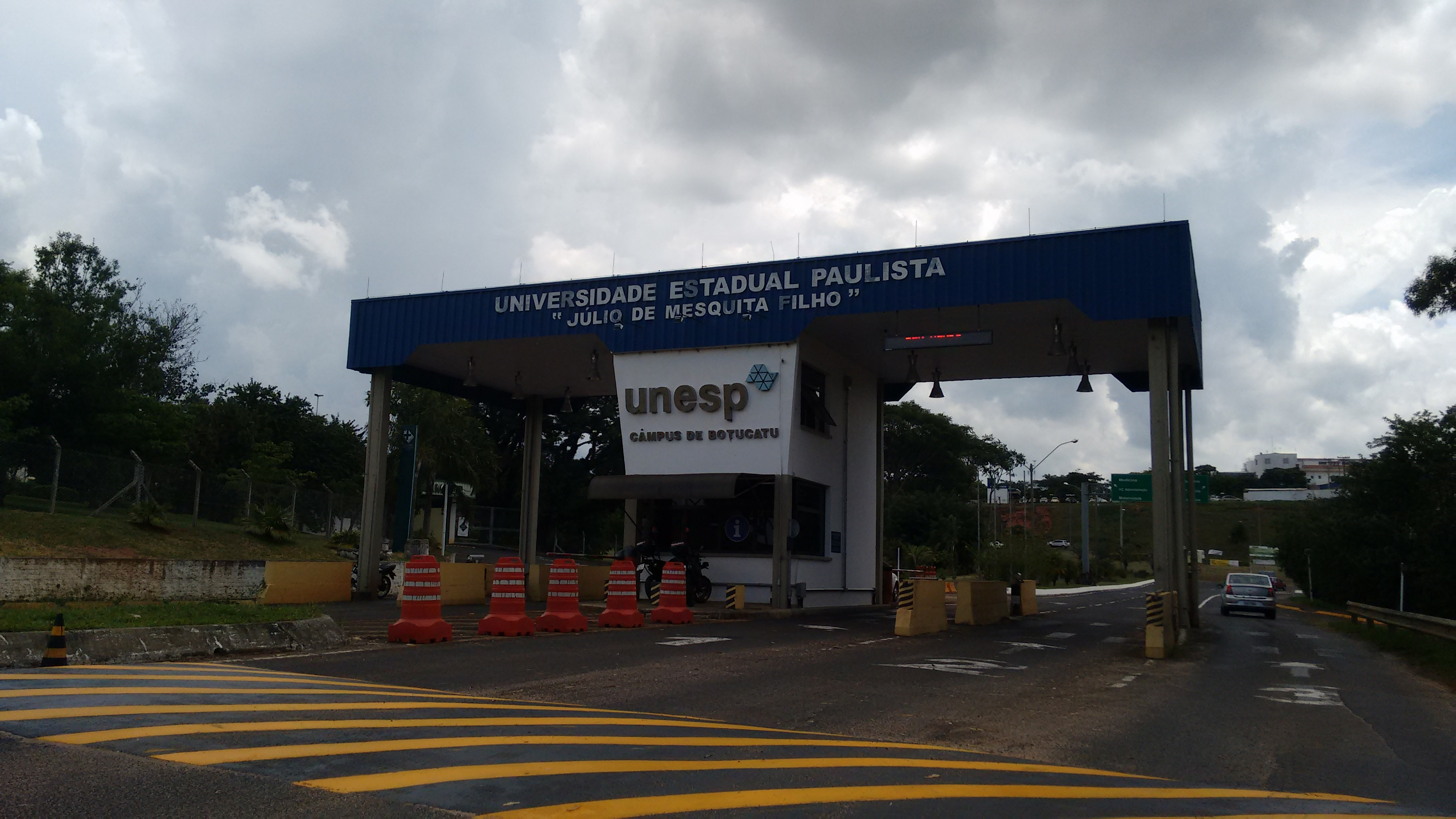
Portaria de entrada da Unesp Botucatu

Unesp Botucatu é uma faculdade brasileira situada no município de Botucatu.
Possui cinco unidades: Faculdade de Medicina de Botucatu (FMB), Hospital das Clínicas de Botucatu, Faculdade de Medicina Veterinária e Zootecnia (FMVZ), Faculdade de Ciências Agronômicas (FCA) e Instituto de Biociências (IBB).

## Faculdade de Medicina de Botucatu - FMB

### Graduação
Oferece os cursos de:
- Medicina
- Enfermagem.

### Pós-graduação
Possui oito programas de pós-graduação:
- Anestesiologia
- Bases Gerais da Cirurgia
- Fisiopatologia em Clínica Médica
- Doenças Tropicais
- Ginecologia
- Obstetrícia e Mastologia
- Patologia
- Pediatria e Saúde Coletiva

E dois programas de mestrado profissional:
- Biotecnologia Médica e Enfermagem.

## Faculdade de Medicina Veterinária e Zootecnia - FMVZ

### Graduação
Oferece os cursos de Medicina Veterinária e Zootecnia.

### Pós-graduação
Nas áreas de:
- Cirurgia Veterinária (Mestrado e Doutorado)
- Clínica Veterinária (Mestrado e Doutorado)
- Reprodução Animal (Mestrado e Doutorado)
- Saúde Animal
- Saúde Pública Veterinária e Segurança Alimentar (Mestrado e Doutorado)
- Zootecnia (mestrado e doutorado).

## Faculdade de Ciências Agronômicas - FCA

### Graduação
Oferece os cursos de:
- Agronomia
- Engenharia Florestal
- Engenharia de Bioprocessos e Biotecnologia

### Pós Graduação
Seis Programas Stricto sensu:
- Agricultura
- Energia na Agricultura
- Horticultura
- Irrigação e Drenagem
- Proteção de Plantas
- Ciência Florestal (contemplando cursos de mestrado acadêmico e doutorado)

Dois Programas Lato sensu:
- Gestão da Cadeia Produtiva de Biocombustíveis com Ênfase em Biodiesel
- Ciência e Tecnologia de Alimentos.

## Instituto de Biociências

### Graduação
Oferece os cursos:
- Ciências Biológicas
- Ciências Biomédicas
- Física Médica
- Nutrição

### Pós-graduação
Na modalidade Stricto Sensu, são oferecidos programas nas áreas de:
- Biologia Geral e Aplicada (mestrado e doutorado)
- Biometria (mestrado)
- Ciências Biológicas em Botânica (mestrado e Doutorado)
- Ciências Biológicas em Farmacologia (mestrado e Doutorado)
- Ciências Biológicas em Genética (mestrado e doutorado)
- Ciências Biológicas em Zoologia (mestrado e doutorado).

Na modalidade Lato Sensu, são oferecidas especializações em:
- Formação de Educadores Ambientais
- Microbiologia Médica.

### Departamentos
O Instituto de Biociências tem em seus domínios 13 departamentos sendo eles:
- Departamento de Morfologia: Sendo esse o primeiro departamento do IBB, e atualmente é também um dos que mais produz artigos em toda UNESP
- Departamento de Anatomia : Já foi parte do departamento de morfologia
- Departamento de Bioestatística
- Departamento de Botânica
- Departamento de Educação
- Departamento de Farmacologia
- Departamento de Física e Biofísica
- Departamento de Fisiologia
- Departamento de Genética
- Departamento de Microbiologia e Imunologia
- Departamento de Química e Bioquímica
- Departamento de Parasitologia
- Departamento de Zoologia